# Carolina Albuquerque
Carolina Demartini de Albuquerque (Porto Alegre, 25 luglio 1977) è una pallavolista brasiliana.
Gioca nel ruolo di palleggiatrice nel Osasco Voleibol Clube.

## Carriera
La carriera di Carolina Albuquerque inizia nel 1994, nelle selezioni giovanili della nazionale brasiliana, con cui vince la medaglia d'oro al campionato sudamericano pre-juniores e al campionato sudamericano juniores del 1994 e vince la medaglia d'argento al campionato mondiale juniores del 1995. Nello stesso anno, viene ingaggiata dall'Esporte Clube Pinheiros, con cui inizia la carriera da professionista e con cui vince un Campionato Paulista. Nel 1997 debutta in nazionale maggiore, con la quale due anni dopo vince la medaglia d'oro ai Giochi panamericani e quella d'argento al World Grand Prix.
Nel 2001 viene ingaggiata dall'Associação Desportiva Classista BCN di Osasco, ma già un anno dopo cambia maglia, andando a giocare nel Clube Desportivo Macaè Sports, dove resta per due stagioni. Nel 2004 torna a giocare ad Osasco nell'Associação Desportiva Classista Finasa, con cui vince la Superliga nella stagione 2004-05. Con la nazionale continua a collezionare medaglie, nel 2005 vince tre medaglie d'oro: al World Grand Prix, al campionato sudamericano e alla Grand Champions Cup. Un anno dopo, vince nuovamente la medaglia d'oro alla Coppa panamericana e al World Grand Prix, ma esce sconfitta dalla finale del campionato mondiale contro la Russia.
Nel 2006 torna al Macaè, ma un anno dopo fa per la seconda volta ritorno all'Associação Desportiva Classista Finasa. Nell'estate del 2007 vince due medaglie d'argento, ai Giochi panamericani e alla Coppa del Mondo. Un anno dopo vince la medaglia d'oro alla Final Four Cup, al World Grand Prix e, soprattutto, ai Giochi della XXIX Olimpiade. Dopo i giochi olimpici, decide di ritirarsi dall'attività della nazionale. Nella stagione 2009-10 passa all'Osasco Voleibol Clube, con cui vince nuovamente il campionato e si aggiudica due volte il campionato sudamericano per club.
Nel 2012 viene ingaggiata dal club spagnolo del Vóley Murcia per disputare la fase finale della stagione 2011-12, mentre nella stagione 2012-13 si trasferisce al Sesi, col quale vince la Coppa San Paolo. Nella stagione 2013-14, dopo aver raggiunto le finali del Campionato paulista e della Coppa del Brasile, entrambe perse contro l'Osasco Voleibol Clube, si aggiudica il Campionato sudamericano per club.

## Palmarès

### Club
- Campionato brasiliano: 2

2004-05, 2009-10
- Coppa del Brasile: 1

2008
- Campionato Paulista: 6

1999, 2004, 2005, 2007, 2008, 2016
- Coppa San Paolo: 1

2012
- Campionato sudamericano per club: 3

2009, 2010, 2014

### Nazionale (competizioni minori)
- Campionato sudamericano pre-juniores 1994
- Campionato sudamericano juniores 1994
- Campionato mondiale juniores 1995
- Giochi panamericani 1999
- Montreux Volley Masters 2005
- Trofeo Valle d'Aosta 2005
- Montreux Volley Masters 2006
- Coppa panamericana 2006
- Giochi panamericani 2007
- Final Four Cup 2008

### Premi individuali
- 2009 - Campionato sudamericano per club: Miglior palleggiatrice
- 2010 - Campionato sudamericano per club: Miglior palleggiatrice
- 2010 - Coppa del Mondo per club: Miglior palleggiatrice